# Hermann Anton Bernhard von Velen
Hermann Anton Bernhard von Velen (* 30. April 1698 in Schloss Velen; † 29. April 1767 ebenda) war als Nachfolger seines Vaters Amtsdroste in Meppen und Domherr in Münster.

## Leben

### Herkunft und Familie
Hermann Anton Bernhard von Velen wuchs als Sohn des Christoph Alexander von Velen (Drost zu Meppen) und seiner Gemahlin Maria Dorothea Margaretha von Schenking zu Bevern († 1703) zusammen mit seinen Brüdern Friedrich Christian und Alexander Ferdinand in der Familie von Velen, eines der ältesten Adelsgeschlechter in Westfalen, auf. Am 8. September 1730 heiratete er in Metelen Anna Dorothea Pelegrina von Ascheberg zu Botzlar († 1741, Stiftsdame in Metelen, Erbin). Aus der Ehe gingen mehrere Töchter, darunter Anna Theresia Francis (* 1735, ⚭ 19. Juni 1756 mit Clemens August von Landsberg zu Erwitte) hervor.
Am 25. Mai 1743 heiratete er nach Annas Tod mit päpstlichem Dispens Maria Alexandrine von Merveldt zu Westerwinkel (1716–1770).

### Werdegang und Wirken
Mit dem Erhalt der Tonsur am 25. Oktober 1711 wurde Hermann Anton auf ein geistliches Leben vorbereitet. Er besuchte das Gymnasium Münster und erhielt am 24. August 1714 die Niederen Weihen. Es schloss sich ein knapp vierjähriges Studium in Rom an. Im Jahre 1717 erhielt er durch seinen Onkel Anton Heinrich Hermann eine Dompräbende in Münster, auf die er am 11. April 1726 zugunsten seines Bruders Alexander Ferdinand verzichtete. 1721 wurde er seinem Vater als Drost des Amtes Meppen beigeordnet, bevor er nach dessen Tod am 28. Dezember 1725 bestallt wurde. Mit der Aufschwörung zur Münsterschen Ritterschaft am 7. Januar 1728 gehörte er dem Landtag an, einem Gremium, das sich aus den drei Ständen zusammensetzte. Seine Aufgabe bestand in der Regelung des Steuerwesens und ab 1447 auch des Fehdewesens im Hochstift Münster.
Hermanns Nachfolger im Amt des Drosten zu Meppen wurde sein Schwiegersohn Clemens August von Landsberg.

### Konflikt um die Herrlichkeit Papenburg
Bald nach diesem Amtsantritt geriet 1727 seine Herrschaftsausübung im velenschen Familienbesitz,
der Herrlichkeit Papenburg, in eine schwere Krise, die die Beziehungen der Papenburger Einwohner zu ihrem adligen Grund- und Gerichtsherrn bis ins 19. Jahrhundert hinein spürbar belasteten. Die Krise gipfelte in der bewaffneten Niederschlagung eines Aufstandes der Papenburger Eingesessenen und deren Unterwerfungsakt in Form einer kollektiv geleisteten Urfehde.

Vor dem Hintergrund scharfer Auseinandersetzungen zwischen den Ständen und der Landesherrschaft im benachbarten Ostfriesland und angesichts deutlicher Versuche zur Intensivierung der grund- und gerichtsherrlichen Herrschaftspraxis Velens nahmen die Papenburger Siedler dessen Aufgebot zur Landfolge zum Anlass, mit Rechtsmitteln Widerstand gegen ihren Herrn zu leisten. Sie fühlten sich in ihren 1661 verbrieften Rechten der Freiheit von militärischen Lasten beeinträchtigt und begannen, eigene Gemeindeorgane („Vollmachten“) zu wählen, da sie zu den herrschaftlichen Bedienten kein Vertrauen mehr hatten. Als freilich das weltliche Hofgericht in Münster nicht den Siedlern in Papenburg, sondern Velen Recht gab, leisteten sie dem Spruch keine Folge. Eine zur Exekution des Urteils angerückte Truppe von Schützen unter ihren Amtsführern wurde entwaffnet und verprügelt; auch der Rentmeister und andere Bedienstete Velens bekamen den Zorn der Einwohner zu spüren. In Papenburg war damit 1727 die offene Rebellion ausgebrochen, die der Landesherr mit militärischen Mitteln niederschlug.

Die Rädelsführer flohen, in der Mehrzahl nach Ostfriesland. Am 23. Oktober 1727 unterwarfen sich die aufständischen Papenburger Eingesessenen ihrem Herrn in einem schriftlich niedergelegten „Vergleich“. Dieser erneuerte den Gehorsamseid der Einwohner und sprach den Verzicht auf die eigenmächtig gewählten Gemeindeorgane aus. Außerdem legte er wie eine Erbschuld jedem Einwohner die Pflicht von zwei bis drei künftig der velenschen Herrschaft zu leistenden Hand- und Spanndiensten auf. Für die Papenburger Gründerfamilie begleitete dieser Konflikt wie ein Signal den Ausklang ihrer Herrschaft über die Moorkolonie.

### Erlöschen des Mannesstammes Velen; Familienzusammenschluss von Landsberg-Velen
Die beiden Ehen Hermanns blieben ohne männliche Nachkommen, so dass mit seinem Tod die Familie in dieser Linie erlosch. Zuvor hatte er einen Fideikommiss gebildet mit der Bedingung, dass seine Nachfolger bzw. Erben den Namen und das Wappen des Geschlechtes von Velen zu tragen haben. Hermanns Tochter Anna Theresia, die mit Clemens August von Landsberg zu Erwitte verheiratet war, wurde Alleinerbin. So kam es zu einem Familienzusammenschluss von Landsberg-Velen.
Seit dem Jahre 1792 trug das freiherrliche Geschlecht der von Landsberg offiziell den Namenszusatz „Velen“. Dies schlug sich auch in der Wappenvereinigung nieder.

### Sonstiges
Anfang des 18. Jahrhunderts erteilten Hermann und seine Frau Anna dem Architekten Peter Pictorius d. J. den Auftrag zum Bau eines Gutshofes. Über dem Portal des Gutshofes Altenkamp befindet sich das Wappen der Eheleute von Velen.

### Auszeichnungen
- Erhebung in den Reichsfreiherrnstand
- 2. September 1737: Großkreuzherr des St. Michael-Ritterordens
- 4. Februar 1762: Geheimer Rat Kurköln, Münster.